# 이와이 슈야
이와이 슈야(일본어: 岩井 柊弥, 2000년 10월 11일~)는 일본의 축구 선수이다.

## 구단 경력
그는 2018년 J2리그의 에히메 FC에 입단했다. 2021년후 J3리그에 강등했다. 2023년까지 24경기에 출전.